# McLaren Formula E Team
Het McLaren Formula E Team, vanwege sponsorverplichtingen bekend als het NEOM McLaren Formula E Team, is een Brits autosportteam dat deelneemt aan de Formule E. In 2023 neemt dit team de inschrijving over van het Mercedes-Benz EQ Formula E Team, welke na het seizoen 2021-2022 het kampioenschap heeft verlaten om zich volledig op het Formule 1 te richten.

## Geschiedenis
Het team doet vanaf het seizoen 2022-2023, het negende seizoen van de Formule E, mee aan het kampioenschap. In het dit seizoen heeft het Jake Hughes en René Rast als coureurs. De teammanager is Ian James, de voormalige teammanager van Mercedes-Benz EQ Formula E Team. James is met de inschrijving van Mercedes-Benz meegegaan naar McLaren.